# Никола Пероти
Никола Пероти (на италиански: Nicola Perrotti) е италиански лекар и пионер на психоанализата в Италия.

## Биография
Роден е през 1897 година в Пенне, малко градче в провинция Пескара, Италия. През 1922 завършва медицина. Същата година се подлага на обучителна анализа при Едуардо Вайс. През 1935 г. на конгреса на Международната психоаналитична асоциация чете своя публикация, озаглавена „Психоаналитично обсъждане на музиката“. След разпускането на Италианското психоаналитично общество (ИПО) Пероти се присъединява към социалистическата пария и се бори срещу властта. След войната е депутат в италианския парламент и върховен комисар по хигиената и здравето.
Пероти не изоставя психоанализата и през 1946 г., заедно с Емилио Сервадио и Чезаре Мусати, възстановяват ИПО. Пероти става президент до 1952 г. След това основава Римския психоаналитичен институт.
Главните теми, по които пише Пероти, са кризата на идентичността в съвременния човек, метапсихологията на човешката личност, деперсонализацията и агресията.
Умира на 7 септември 1970 година в Рим на 73-годишна възраст.